# Volinia (película)
Volinia (en polaco: Wołyń, distribuida en inglés como Hatred) es una película polaca de drama histórico de 2016 dirigida por Wojciech Smarzowski. La película se desarrolla en el período de 1939-1943 y su tema central es el odio entre ucranianos y polacos que culminó en la masacre de polacos en Volhynia. El guion se basó en la colección de cuentos titulados Nienawiść («Odio») de Stanisław Srokowski.
La película fue nominada para el Golden Lions Award en el 41.º Festival de Cine de Gdynia, donde recibió tres premios: por la cinematografía, el mejor debut y el mejor maquillaje.

## Reparto
- Michalina Łabacz como Zosia Głowacka.
- Arkadiusz Jakubik como Maciej Skiba.
- Vasyl Vasylyk como Petro.
- Izabela Kuna como Głowacka, madre de Zosia.
- Adrian Zaremba como Antek Wilk.
- Lech Dyblik como Hawryluk.
- Jacek Braciak como Głowacki, padre de Zosia.
- Tomasz Sapryk como Izaak Menzl.
- Sebastian Stegmann como German.
- Andrzej Popiel como Romek Głowacki, hermano de Zosia.
- Oleksandr Chesherov como Mykola Melenchuk.
- Roman Skorovskyi como Stepan Czuma.
- Iryna Skladan como Olga Hypyna, madre de Petro.
- Aleksandr Zbarazhskiy como Vasyl Huk.
- Heorhiy Povokotskyi como molinero.
- Oles Fedorchenko como Ivan Huk.
- Ludmila Goncharova como hermana de Petro.
- Serhiy Bakhyk como Andriy Kurchuk.
- Volodymyr Protsyuk como Orlyk Libera.

## Producción

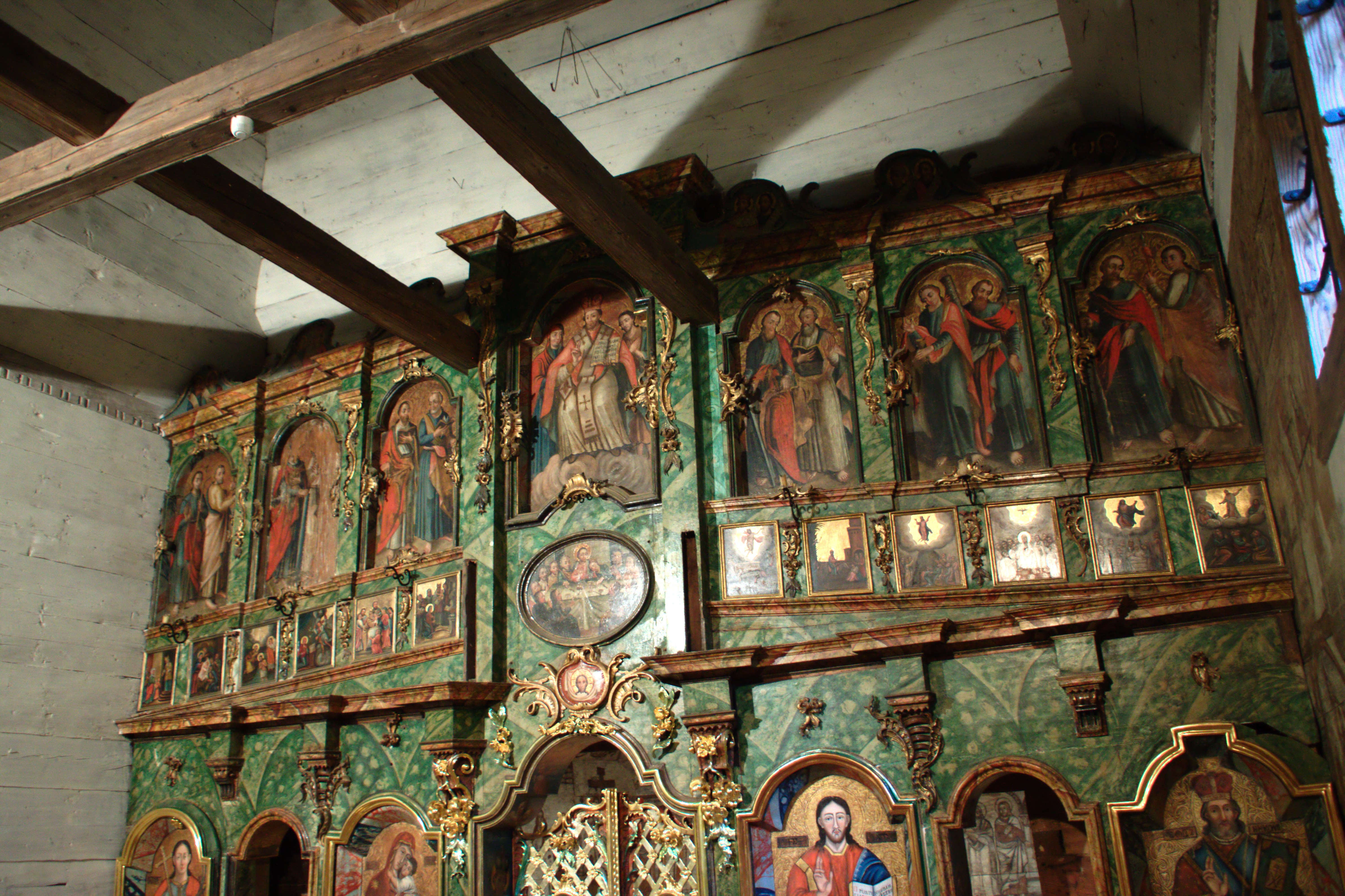
Museo de arquitectura folclórica de Sanok, lugar de grabación de algunas escenas.

El presupuesto de la película era insuficiente, por lo que el director solicitó apoyo al público para reunir los fondos necesarios para terminar la película. Posteriormente, se recibió el apoyo financiero de Telewizja Polska, entre otros.
La filmación tuvo lugar en Lublin, Kolbuszowa, Kazimierz Dolny, Rawa Mazowiecka, Sanok y Skierniewice, del 19 de septiembre de 2014 al 21 de agosto de 2015.